# Lednik Zvjozdotjka
Lednik Zvjozdotjka (ryska: Lednik Zvëzdochka, Ледник Звёздочка) är en glaciär i Kirgizistan.   Den ligger i oblastet Ysyk-Köl Oblusu, i den östra delen av landet, 500 km öster om huvudstaden Bisjkek. Lednik Zvjozdotjka ligger 4 429 meter över havet.
Terrängen runt Lednik Zvjozdotjka är mycket bergig. Runt Lednik Zvjozdotjka är det mycket glesbefolkat, med 5 invånare per kvadratkilometer. Det finns inga samhällen i närheten. Trakten runt Lednik Zvjozdotjka är permanent täckt av is och snö.